# Wandy Rodríguez
Pour les articles homonymes, voir Rodríguez.
Wandy Fulton Rodríguez (né le 18 janvier 1979 à Santiago Rodríguez en République dominicaine) est un lanceur gaucher de la Ligue majeure de baseball sous contrat avec les Astros de Houston.

## Biographie

### Astros de Houston

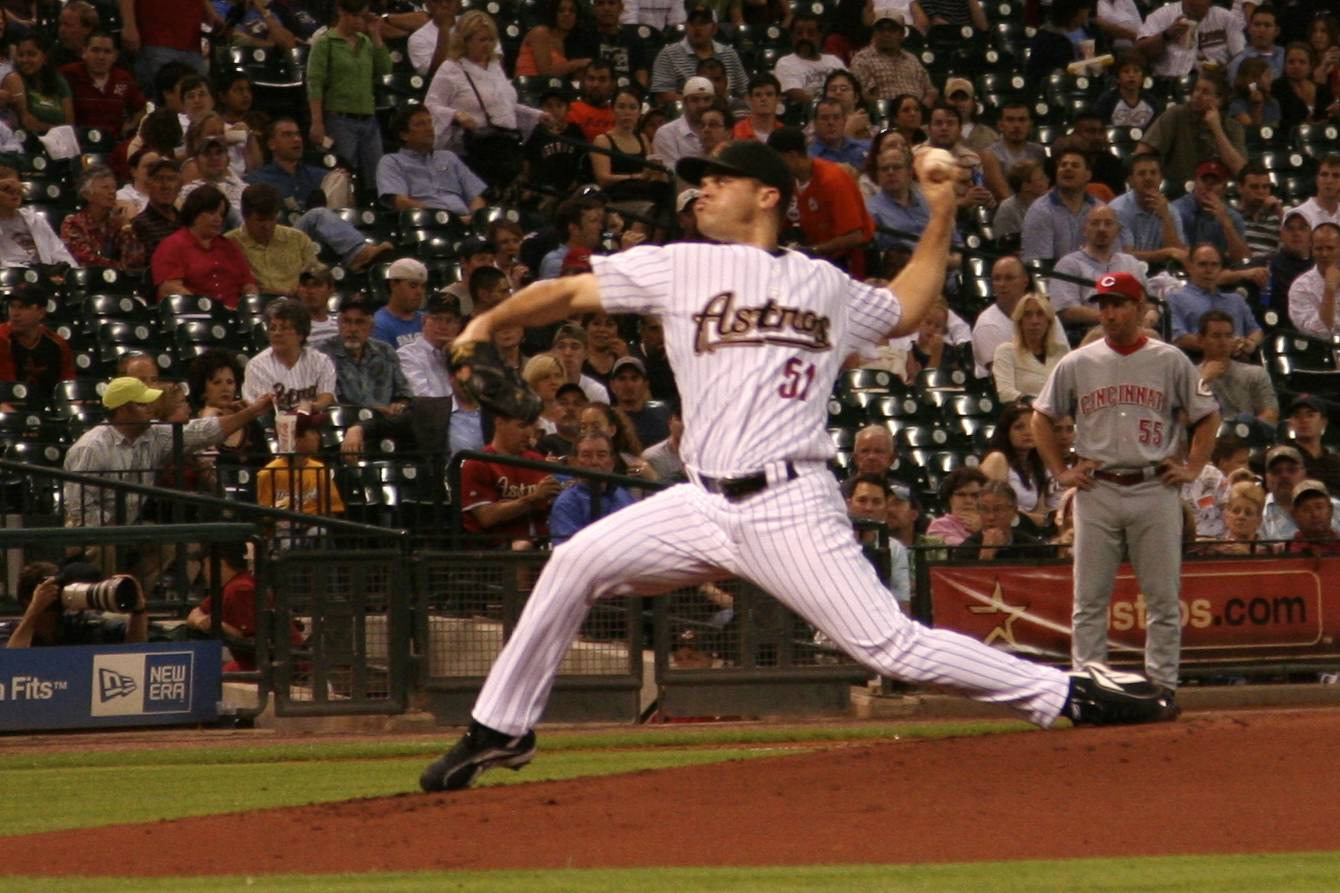
Wandy Rodríguez lançant pour les Astros de Houston le 3 mai 2007.

Wandy Rodríguez est recruté comme agent libre amateur le 12 janvier 1999 par les Astros de Houston. Après cinq saisons en Ligues mineures, il débute en Ligue majeure le 23 mai 2005. Il apparaît dans 25 parties des Astros à sa saison recrue, dont 22 comme lanceur partant. Il remporte 10 victoires contre 10 défaites malgré une moyenne de points mérités élevée de 5,53. Le jeune joueur a la chance dès sa première année de participer aux séries éliminatoires et les Astros l'assignent à l'enclos des lanceurs de relève pour les matchs d'après-saison. Il fait une présence d'une manche, accordant un point dans une victoire de son équipe sur les Braves d'Atlanta en Série de divisions. Il entre en relève dans le premier match de Série mondiale de l'histoire des Astros le 22 octobre 2005 à Chicago contre les White Sox, venant remplacer en troisième manche le partant Roger Clemens, blessé. Rodriguez écope toutefois de la défaite dans ce revers de 5-3 de Houston, et Chicago remporte plus tard la Série mondiale 2005 avec quatre victoires de suite.
Rodriguez remporte 9 victoires à chacune des trois saisons suivantes. Après avoir présenté des fiches perdantes de 9-10 et 9-13 en 2006 et 2007 respectivement, il a un dossier gagnant de 9-7 en 2008. De plus, ses moyennes de points mérités s'améliorent constamment : de 5,64 à cette seconde saison dans les majeures, elle passe à 4,58 en 2007 puis 3,54 en 2008.
En 2009, il mène les lanceurs des Astros pour les victoires avec 14, contre 12 défaites. Franchissant pour la première fois les 200 manches lancées en une année (205,2 au total), il réussit 193 retraits sur des prises et affiche la meilleure moyenne de points mérités (3,02) des partants de l'équipe, aussi la 9e meilleure parmi les lanceurs de la Ligue nationale.
En 2010, il remporte 11 victoires contre 12 défaites avec une moyenne de points mérités, légèrement en hausse, de 3,60 en 32 départs.
En janvier 2011, il obtient une prolongation de contrat de trois saisons pour 34 millions de dollars. Lanceur partant numéro un d'une équipe en déroute qui connaît une horrible saison de 106 défaites en 2011, Rodriguez mène les Astros avec 11 gains contre 11 revers et une excellente moyenne de points mérités dans les circonstances : 3,49. Il alimente les rumeurs d'échange durant la saison, mais des pourparlers entre les Astros et les Yankees de New York achoppent et il demeure avec Houston.

### Pirates de Pittsburgh
Le 24 juillet 2012, Rodríguez est échangé aux Pirates de Pittsburgh contre les lanceurs gauchers Rudy Owens et Colton Cain et le voltigeur Robbie Grossman, tous trois joueurs des ligues mineures.
Le 19 août, il est utilisé comme lanceur de relève pour la première fois depuis octobre 2006 et est le lanceur de décision dans la victoire remportée par les Pirates lors d'un marathon de 19 manches à Saint-Louis. 
Il remporte 5 victoires contre 4 défaites en 12 départs et une présence en relève pour Pittsburgh en fin de saison 2012, maintenant une moyenne de points mérités de 3,72 en 75 manches lancées. Cette performance lui permet de terminer la campagne avec une fiche de 12-13 et une moyenne de 3,76 en 205 manches et deux tiers lancées en 34 matchs, dont 33 comme partant.
Limité à 12 départs en 2013, il aide les Pirates à se qualifier pour les séries éliminatoires avec 6 victoires, 4 défaites et une moyenne de points mérités de 3,59 en 62 manches et deux tiers lancées. Il n'apparaît pas en matchs d'après-saison car la saison du lanceur, blessé à l'avant-bras, voit sa saison prendre fin en septembre. Il compte six départs et deux défaites dans la nouvelle saison lorsqu'il est libéré de son contrat par Pittsburgh à la fin mai 2014.

### Rangers du Texas
Le 13 janvier 2015, il signe un contrat des ligues mineures avec les Braves d'Atlanta. Il est libéré le 3 avril suivant, deux jours avant le début de la saison des Braves. Le 6 avril 2015, il signe une entente des ligues mineures avec les Rangers du Texas.
Il est libéré en cours de saison 2015 après avoir affiché une moyenne de points mérités de 4,90 en 86 manches et un tiers lancées lors de 15 départs et deux présences en relève pour les Rangers.
Il signe un contrat des ligues mineures avec les Royals de Kansas City le 16 août 2015 mais ne dispute pas un seul match avec l'équipe et ne participe pas à leur conquête de la Série mondiale 2015.

### Retour à Houston
Il signe un contrat des ligues mineures avec les Astros de Houston le 26 janvier 2016.

## Statistiques
| Saison | Équipe  | G   | GS  | CG | SHO | V  | D  | SV | IP    | SO  | ERA  |
| ------ | ------- | --- | --- | -- | --- | -- | -- | -- | ----- | --- | ---- |
| 2005   | Houston | 25  | 22  | 0  | 0   | 10 | 10 | 0  | 128.2 | 80  | 5,53 |
| 2006   | Houston | 30  | 24  | 0  | 0   | 9  | 10 | 0  | 135.2 | 98  | 5,64 |
| 2007   | Houston | 31  | 31  | 1  | 1   | 9  | 13 | 0  | 182.2 | 158 | 4,58 |
| 2008   | Houston | 25  | 25  | 0  | 0   | 9  | 7  | 0  | 137.1 | 131 | 3,54 |
| 2009   | Houston | 33  | 33  | 1  | 1   | 14 | 12 | 0  | 205.2 | 193 | 3,02 |
| 2010   | Houston | 32  | 32  | 0  | 0   | 11 | 12 | 0  | 195.0 | 178 | 3,60 |
| Totaux | Totaux  | 176 | 167 | 2  | 2   | 62 | 64 | 0  | 985.0 | 838 | 4,18 |

| Saison | Équipe  | G | GS | CG | SHO | V | D | SV | IP  | SO | ERA  |
| ------ | ------- | - | -- | -- | --- | - | - | -- | --- | -- | ---- |
| 2005   | Houston | 3 | 0  | 0  | 0   | 0 | 1 | 0  | 4.2 | 4  | 3,86 |
| Totaux | Totaux  | 3 | 0  | 0  | 0   | 0 | 1 | 0  | 4.2 | 4  | 3,86 |

Note : G = Matches joués ; GS = Matches comme lanceur partant ; CG = Matches complets ; SHO = Blanchissages ; 
V = Victoires ; D = Défaites ; SV = Sauvetages ; IP = Manches lancées ; SO = Retraits sur des prises ; ERA = Moyenne de points mérités.